# Verbena Heights
Verbena Heights (en chino tradicional, 茵怡花園 ) es una urbanización de vivienda pública del plan de venta de pisos en Po Lam, Tseung Kwan O, Nuevos Territorios, Hong Kong, ubicada en los terrenos ganados al mar con el proyecto estatal chino para el aumento de nuevos terrenos, encontrándose estos terrenos cerca de la estación MTR Po Lam. Ahora consta de siete edificios residenciales con un total de 1894 unidades vendibles y 971 unidades de alquiler, construidos entre 1996 y 1997 por la Sociedad de Vivienda de Hong Kong .  Es un proyecto que buscaba diseñar viviendas ambientalmente responsables. Recibió una Medalla de Plata en los Premios Anuales del Instituto de Arquitectos de Hong Kong de 1998.

## Demografía
Según el censo parcial de 2016, Verbena Heights tenía una población de 6661 habitantes, esto habiendo ido en aumento desde entonces, basándose en los últimos registros. La mediana de edad era de 48,9 años y la mayoría de los residentes (96 por ciento) eran de etnia china. El tamaño medio del hogar era de 2,4 personas, un promedio bajo pero relativamente normal dentro de la demografía china. El ingreso familiar mensual promedio de todos los hogares (es decir, incluidos los hogares económicamente activos e inactivos) fue de 29.500 dólares de Hong Kong. 

## Política
Verbena Heights está ubicado en la circunscripción de Wai Yan del Consejo del Distrito de Sai Kung . Anteriormente estuvo representado por Chun Hoi-shing, quien fue elegido en las elecciones de 2019 hasta julio de 2021, actualmente este se encuentra todavía en el cargo.